# Eriocaulon pictum
Eriocaulon pictum är en gräsväxtart som beskrevs av Karl Fritsch. Eriocaulon pictum ingår i släktet Eriocaulon och familjen Eriocaulaceae. Inga underarter finns listade i Catalogue of Life.